# Longton (Kansas)
Longton is een plaats (city) in de Amerikaanse staat Kansas, en valt bestuurlijk gezien onder Elk County.

## Demografie
Bij de volkstelling in 2000 werd het aantal inwoners vastgesteld op 394.
In 2006 is het aantal inwoners door het United States Census Bureau geschat op 371, een daling van 23 (-5,8%).

## Geografie
Volgens het United States Census Bureau beslaat de plaats een oppervlakte van
3,0 km², geheel bestaande uit land. Longton ligt op ongeveer 281 m boven zeeniveau.

## Plaatsen in de nabije omgeving
De onderstaande figuur toont nabijgelegen plaatsen in een straal van 28 km rond Longton.